# Palazzo Tassoni Mirogli
Palazzo Tassoni Mirogli è un edificio di origine medievale che si trova a Ferrara in via Savonarola al n. 27.

## Storia

### Costruzione e primi secoli
Il palazzo venne costruito nel XV secolo dopo che nel 1434 Brandalisio Boccamaggiori acquistò l'area grazie anche all'intervento indiretto di Niccolò III d'Este. La famiglia Boccamaggiori fu la prima proprietaria dell'immobile che in quel periodo si trovava ai margini dello sviluppo cittadino in un sito precedentemente chiamato prato delle Bestie. La proprietà dell'immobile, nel tempo, variò in modo frequente. Nel 1444 entrò nelle disponibilità della famiglia Arduini (un suo membro fu ambasciatore di Borso  d'Este presso la Serenissima) poi dei Labolico. Alcuni decenni dopo fu acquistato dai marchesi Sacrati quindi, nel 1590, dalla famiglia Tassoni e poi dalla famiglia Nigrisioli. Entro il 1651 subentrò la famiglia Mirogli.
Nel 1561 ospitò nei suoi locali un piccolo teatro e già nel 1688 il palazzo venne in parte venduto ed affittato alla famiglia di Virginia Strozzi e a quella del consorte Francesco Avogli. Nei secoli seguenti si ebbero altri passaggi di proprietà e cambio di destinazione, diventando anche un luogo dedicato a scopi assistenziali, un liceo convitto e un ospizio. Per un certo periodo, a partire dalla metà del XIX secolo, il cortile interno venne utilizzato per organizzarvi rappresentazioni teatrali e di altro genere, e la situazione si protrasse sino agli anni venti. 

### XX e XXI secolo
Col ventennio fascista divenne sede della Casa del Balilla e sempre in quel periodo divenne sede espositiva per varie iniziative culturali, ospitando ad esempio mostre di artisti ferraresi come Enzo Baglioni. Nel secondo dopoguerra il comune di Ferrara lo acquisì per poi consegnarlo all'Università degli Studi. A partire dal 1968 i locali, sino a quel momento utilizzati anche da istituti scolastici del territorio, vennero adattati alle nuove finalità. Con l'arrivo dell'ateneo divenne sede di biblioteca per la facoltà di Lettere e Filosofia, e di aule per i corsi universitari.
Il terremoto dell'Emilia del 2012 ha arrecato gravi danni alla struttura.

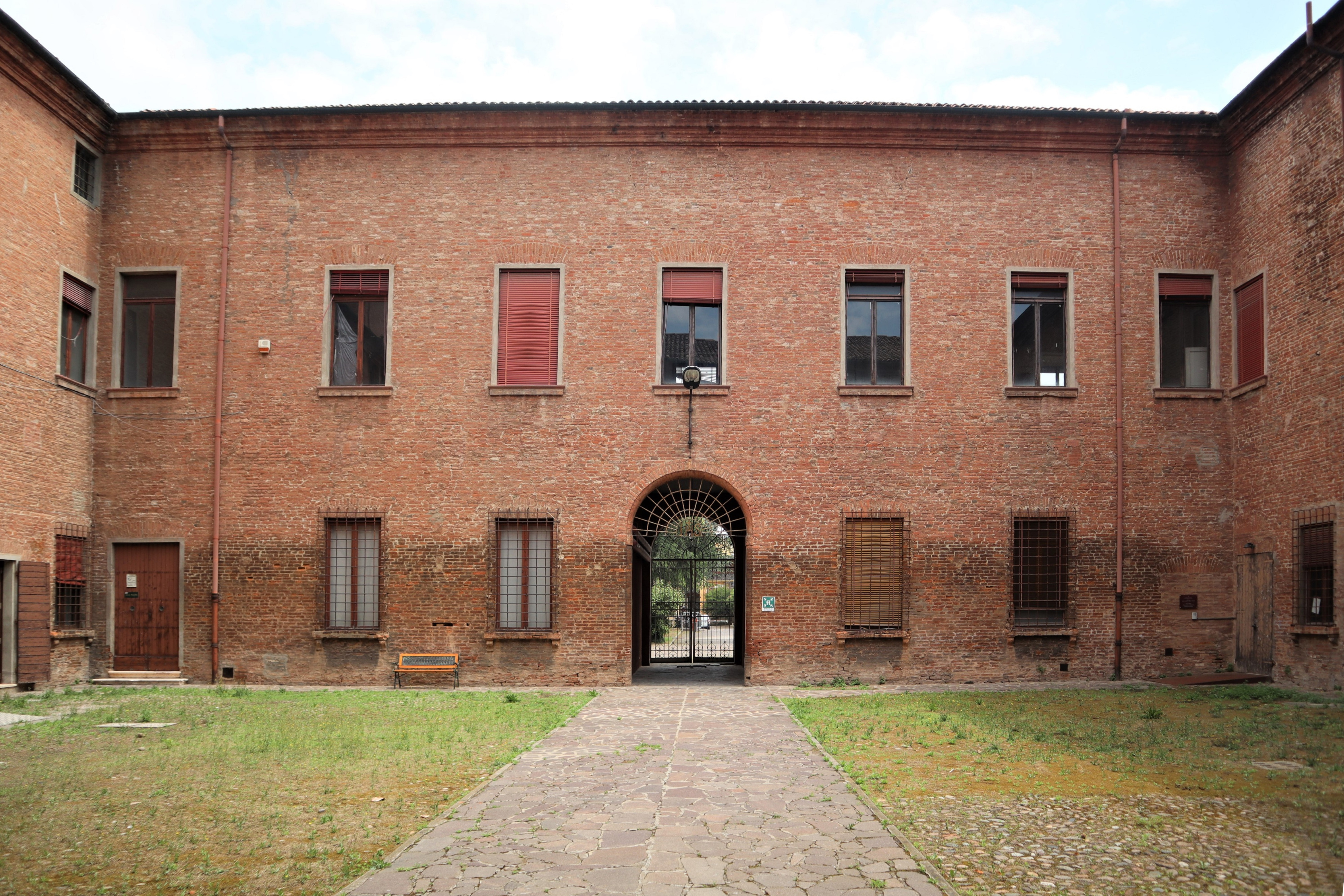
Cortile interno di palazzo Tassoni Mirogli.

### Visite al palazzo
L'edificio è stato oggetto nel tempo di visite e soggiorni di varie personalità come Ferdinando III d'Asburgo, Carlo VI d'Asburgo, Sigismondo Francesco d'Austria, Maria Anna Carolina di Sassonia e Luca Torregiani, vescovo di Ravenna.

## Descrizione
La struttura originale fu quella di un edificio dotato di una corte centrale interna e logge ai lati. Nel piano terra tipicamente erano previsti i servizi mentre al piano nobile, molto più ricercato e arricchito di decorazioni, si trovavano i saloni e gli ambienti per i proprietari ed i loro ospiti. Col tempo le logge sono andate perdute e gli ambienti sia al pianterreno sia al primo piano hanno subito numerosi adattamenti. Gli scaloni interni conservano il loro aspetto importante pur non essendo monumentali.
Il prospetto principale, che si affaccia su via Savonarola, è in cotto ferrarese ed il portale, che risale al XVII secolo, è in bugnato e forma un arco a tutto sesto. Sopra, a livello del piano nobile, si trova lo stemma gentilizio.